# Mustafa II
Mustafa II (Istanboel, 6 februari 1664 - aldaar, 29 december 1703) was de 22e Sultan van het Osmaanse Rijk en volgde in 1695 zijn oom Ahmed II op.
Mustafa II was een zoon van Mehmet IV. Ofschoon hij zelf een competente heerser was, verloor hij in 1697 de Slag bij Zenta van Eugenius van Savoye en moest hij de Vrede van Karlowitz accepteren (1699), die het einde van de Grote Turkse Oorlog betekende. Daarbij moest Turkije veel van zijn aanspraken op bezittingen in Europa opgeven; het huidige Hongarije, Roemenië, Slovenië, Kroatië en Podolië vervielen aan zijn tegenstanders. Tsaar Peter de Grote veroverde de Krim. 

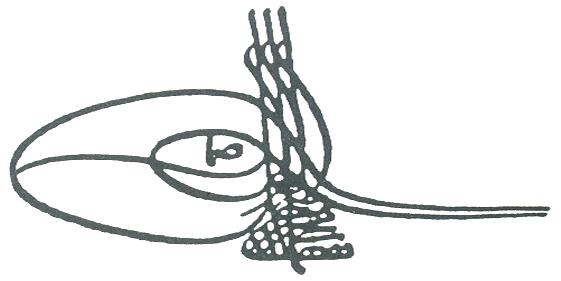
Tughra (kalligrafische handtekening) van Mustafa II

Tegen het einde van zijn regering probeerde hij de door zijn voorgangers uitgeholde machtspositie te versterken. Dat mislukte echter, en in 1703 verplichtten de Janitsaren Mustafa II tot aftreden.
Als dichter schreef Mustafa II onder het pseudoniem (takhallus) 'Ikbali'. Tijdens zijn regering verscheen de tughra, de keizerlijke handtekening, voor het eerst op de munten.
Hij werd opgevolgd door Ahmed III.